# Scottish Football League 1896-97
Scottish Football League 1896–97 var den syvende sæson af Scottish Football League og dermed også det syvende skotske mesterskab i fodbold. First Division havde deltagelse af ti hold, der spillede en dobbeltturnering alle-mod-alle. Divisionen blev vundet af Heart of Midlothian FC, som dermed vandt Scottish Football League for anden gang.

## Resultater

### First Division
Siden sidste sæson var et af divisionens hold blevet udskiftet. Dumbarton var ikke blevet genvalgt, og de var blevet erstattet af Abercorn.
| Nr | Hold                   | K  | V  | U | T  | Mf |   | Mi | +/- | P                                         |
| -- | ---------------------- | -- | -- | - | -- | -- | - | -- | --- | ----------------------------------------- |
| 1  | Heart of Midlothian FC | 18 | 13 | 2 | 3  | 47 | – | 22 | +25 | 28                                        |
| 2  | Hibernian FC           | 18 | 12 | 2 | 4  | 50 | – | 20 | +30 | 26                                        |
| 3  | Rangers FC             | 18 | 11 | 3 | 4  | 64 | – | 30 | +34 | 25                                        |
| 4  | Celtic FC (M)          | 18 | 10 | 4 | 4  | 42 | – | 18 | +24 | 24                                        |
| 5  | Dundee FC              | 18 | 10 | 2 | 6  | 38 | – | 30 | +8  | 22                                        |
| 6  | St. Mirren FC          | 18 | 9  | 1 | 8  | 38 | – | 29 | +9  | 19                                        |
| 7  | St. Bernard's FC       | 18 | 7  | 0 | 11 | 32 | – | 40 | −8  | 14                                        |
| 8  | Third Lanark RV        | 18 | 5  | 1 | 12 | 29 | – | 46 | −17 | 11Genvalgt til First Division 1897-98     |
| 9  | Clyde F.C.             | 18 | 4  | 0 | 14 | 27 | – | 65 | −38 | 8Genvalgt til First Division 1897-98      |
| 10 | Abercorn FC (O)        | 18 | 1  | 1 | 16 | 21 | – | 88 | −67 | 3Ikke genvalgt til First Division 1897-98 |

 K: Kampe spillet, V: Vundne kampe, U: Uafgjorte kampe, T: Tabte kampe, Mf: Mål for, Mi: Mål imod, +/-: Måldifference, P: Point

 

### Op- og nedrykning
Op- og nedrykning mellem First og Second Division blev afgjort ved afstemning mellem de tre lavest placerede hold i First Division og de tre bedst placerede hold i Second Division. Afstemningen mellem de seks hold endte således:
| Klub               | Stemmer | 1897-98         |
| ------------------ | ------- | --------------- |
| Third Lanark RV    | 14      | First Division  |
| Partick Thistle FC | 13      | First Division  |
| Clyde F.C.         | 8       | First Division  |
| Abercorn FC        | 7       | Second Division |
| Kilmarnock FC      | 0       | Second Division |
| Leith Athletic FC  | 0       | Second Division |

### Second Division
Sæsonen 1896-97 var den fjerde i Second Division, og ti hold spillede en dobbeltturnering alle-mod-alle.
| Nr | Hold                     | K  | V  | U | T  | Mf |   | Mi | +/- | P                                          |
| -- | ------------------------ | -- | -- | - | -- | -- | - | -- | --- | ------------------------------------------ |
| 1  | Partick Thistle FC       | 18 | 14 | 3 | 1  | 61 | – | 28 | +33 | 31Valgt til First Division 1897-98         |
| 2  | Leith Athletic FC        | 18 | 13 | 1 | 4  | 54 | – | 28 | +26 | 27Ikke valgt til First Division 1897-98    |
| 3  | Kilmarnock FC            | 18 | 10 | 1 | 7  | 44 | – | 33 | +11 | 21Ikke valgt til First Division 1897-98    |
| 3  | Airdrieonians FC         | 18 | 10 | 1 | 7  | 48 | – | 39 | +9  | 21                                         |
| 5  | Morton FC                | 18 | 7  | 2 | 9  | 38 | – | 40 | −2  | 16                                         |
| 6  | Renton FC                | 18 | 6  | 2 | 10 | 34 | – | 40 | −6  | 14                                         |
| 7  | Linthouse FC             | 18 | 8  | 2 | 8  | 44 | – | 52 | −8  | 14                                         |
| 8  | Port Glasgow Athletic FC | 18 | 4  | 5 | 9  | 39 | – | 50 | −11 | 13Genvalgt til Second Division 1897-98     |
| 8  | Motherwell FC            | 18 | 6  | 1 | 11 | 40 | – | 55 | −15 | 13Genvalgt til Second Division 1897-98     |
| 10 | Dumbarton FC (N)         | 18 | 2  | 2 | 14 | 27 | – | 64 | −37 | 6Ikke genvalgt til Second Division 1897-98 |

 K: Kampe spillet, V: Vundne kampe, U: Uafgjorte kampe, T: Tabte kampe, Mf: Mål for, Mi: Mål imod, +/-: Måldifference, P: Point

 
De tre lavest placerede klubber stillede alle op til genvalg til ligaen, og to af holdene, Motherwell og Port Glasgow Athletic, opnåede genvalg, mens Dumbarton ikke blev genvalgt. Som erstatning for Dumbarton valgte ligaen Ayr FC, som i sæsonen 1896-97 var blevet nr. 1 i Ayrshire Football Combination, og som vandt afstemningen foran yderligere fem ansøgere.